# Beast Machines
Beast Machines é uma série de animação produzida pela Mainframe Entertainment. A série é a continuação direta de Beast Wars. Foi exibida no Brasil pelo Cartoon Network e parcialmente exibida pela Rede Record. A série foi lançada em DVD pela Sony Pictures. Entre 2020 e 2021, também foi exibida pelo canal Loading.